# Tacoronte
Tacoronte – gmina w Hiszpanii, w prowincji Santa Cruz de Tenerife, we wspólnocie autonomicznej Wysp Kanaryjskich, o powierzchni 30,09 km². W 2011 roku gmina liczyła 23 718 mieszkańców.